# Jackie Chan's Action Kung Fu
Jackie Chan's Action Kung Fu è un videogioco prodotto dalla Hudson Soft per il Nintendo Entertainment System e per PC Engine.
Venne prima messo sul mercato negli USA per il NES nel dicembre 1990, mentre la versione giapponese, intitolata solo Jackie Chan, fu messa in commercio per PC Engine il 18 gennaio 1991. Un'altra versione giapponese, per il Famicom, fu messa sul mercato il 25 gennaio.
L'arrivo in Europa ebbe luogo durante il 1991.
Il giocatore controlla Jackie Chan, il famoso attore di film d'azione e arti marziali, e combatte contro numerosi rivali senza nome.
in una intervista reperibile su YouTube, in Giappone , fatta all'aperto, è possibile vedere lo stesso Chan, giocare con il videogame, all'epoca del tour promozionale del suo film  Armour Of God - Operation Condor  